# Jonas Hiller
Jonas Hiller (Felben, 12 febbraio 1982) è un ex hockeista su ghiaccio svizzero che gioca nel ruolo di portiere, e dalla stagione 2016-2017 milita nella Lega Nazionale A con la squadra dell'EHC Biel-Bienne.

## Carriera
Cominciò la sua carriera in Svizzera con il Davos, con cui vinse i campionati 2002, 2005 (stagione in cui ottenne 8 shutout in 43 gare) e 2007, oltre alla Spengler Cup nel 2004 e nel 2006. Al termine della stagione 2006-2007, si svincolò dalla sua squadra e firmò per gli Anaheim Ducks, formazione della statunitense National Hockey League, dove sarebbe stato il secondo di Jean-Sébastien Giguère.
Debuttò con i Ducks il 30 settembre 2007 in una gara giocata a Londra e vinta 4-1 contro i Los Angeles Kings. Giocò anche alcune partite in AHL con i Portland Pirates e chiuse la stagione con 23 presenze e 10 vittorie. Nella stagione seguente ottenne il suo primo shutout nella gara vinta per 2-0 con i Kings; giocò di più, e nei playoff fu nominato titolare alle spese di Giguère. Il 16 aprile 2009 debuttò nel post-season, ottenendo uno shutout, in una partita con i San Jose Sharks. I Ducks superarono quella serie, ma furono eliminati in quella successiva dai Detroit Red Wings in sette gare.
A seguito dell'NHL All-Star Game del 2011, Hiller cominciò ad avere problemi di vertigini, identificati in una sindrome post-concussiva. Questo pregiudicò le sue prestazioni per il resto della stagione 2010-2011, in cui disputò soltanto 49 gare. Nell'agosto 2011 dichiarò di essere guarito, ed infatti nel campionato 2011-2012 riuscì a scendere in campo in 73 occasioni, ottenendo però soltanto 29 vittorie. Nella stagione 2012-2013, accorciata per il lock out, si è alternato con Viktor Fasth ed ha ottenuto 26 presenze, con 15 vittorie; i Ducks hanno poi vinto la Pacific Division e sono tornati ai playoff.
Il 1º luglio 2014 Hiller, da free agent, ha firmato un contratto di due anni con i Calgary Flames.

### Nazionale

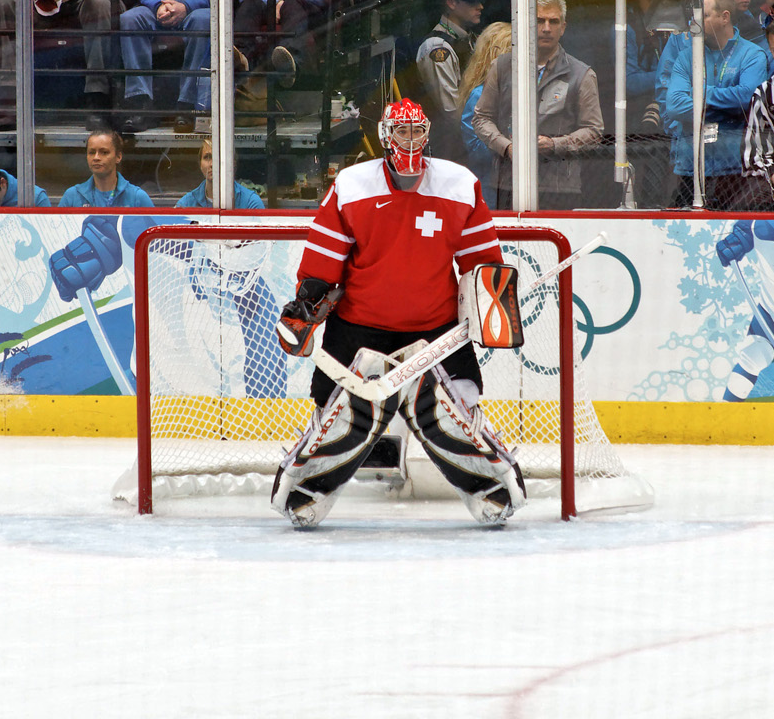
Hiller con la maglia della Svizzera

Hiller gioca con la nazionale svizzera dal 2005, ed ha preso parte alle Olimpiadi Invernali 2010 di Vancouver, in cui la Svizzera ha ottenuto l'ottavo posto, venendo eliminata dagli Stati Uniti nei quarti di finale.

## Statistiche
Statistiche aggiornate a luglio 2011.

### Club
| Stagione  | Squadra           | Stagione regolare | Stagione regolare | Stagione regolare | Stagione regolare | Playoff | Playoff | Playoff |
| Stagione  | Squadra           | Lega              | P                 | GAA               | SVS%              | P       | GAA     | SVS%    |
| --------- | ----------------- | ----------------- | ----------------- | ----------------- | ----------------- | ------- | ------- | ------- |
| 2000-2001 | Davos U20         | Elite Jr. A       | -                 | -                 | -                 | 0       | -       | -       |
|           | Davos             | NLA               | 1                 | 0                 | 1                 | 0       | -       | -       |
| 2001-2002 | Davos U20         | Elite Jr. A       | 5                 | -                 | -                 | -       | -       | -       |
|           | Davos             | NLA               | -                 | -                 | -                 | 0       | -       | -       |
| 2002-2003 | Davos             | NLA               | -                 | -                 | -                 | 0       | -       | -       |
| 2003-2004 | Lausanne          | NLA               | 13                | 3.55              | -                 | -       | -       | -       |
|           |                   | Playout           | 4                 | 1.68              | -                 | -       | -       | -       |
|           | La Chaux-de-Fonds | NLB               | 1                 | 3.02              | -                 | -       | -       | -       |
| 2004-2005 | Davos             | NLA               | 43                | 2.24              | -                 | 15      | 2.13    | -       |
| 2005-2006 | Davos             | NLA               | 44                | 2.45              | -                 | 15      | 2.87    | -       |
|           |                   | ECC               | 2                 | 2.5               | 0.912             | -       | -       | -       |
| 2006-2007 | Davos             | NLA               | 44                | 2.6               | -                 | 18      | 2       | -       |
| 2007-2008 | Portland Pirates  | AHL               | 6                 | 2.11              | 0.929             |         |         |         |
|           | Anaheim Ducks     | NHL               | 23                | 2.06              | 0.927             |         |         |         |
| 2008-2009 | Anaheim Ducks     | NHL               | 46                | 2.39              | 0.919             | 13      | 2.23    | .943    |
| 2009-2010 | Anaheim Ducks     | NHL               | 59                | 2.73              | 0.918             |         |         |         |
| 2010-2011 | Anaheim Ducks     | NHL               | 49                | 2.56              | 0.924             |         |         |         |
| 2011-2012 | Anaheim Ducks     | NHL               | 73                | 2.57              | 0.909             |         |         |         |

### Nazionale
| Stagione  | Livello           | Risultati     | Risultati | Risultati | Risultati |
| Stagione  | Livello           | Competizione  | P         | GAA       | SVS%      |
| --------- | ----------------- | ------------- | --------- | --------- | --------- |
| 2005-2006 | Switzerland       | WC            | 0         | -         | -         |
| 2006-2007 | Switzerland       | WC            | 6         | 2.51      | 0.91      |
| 2007-2008 | Switzerland       | WC            | 3         | 2.79      | 0.915     |
|           | Switzerland (all) | International | 7         | -         | -         |
| 2009-2010 | Switzerland OG    | OG            | 5         | 2.47      | 0.918     |
|           | Switzerland (all) | International | 5         | 2.47      | 0.918     |

## Palmarès

### Club
Campionato svizzero: 3:
 Davos: 2001-02, 2004-05, 2006-07
 Coppa Spengler: 4:
 Davos: 2000, 2001, 2004, 2006

### Individuale
- National Hockey League:

2010-11: All-Star Game
- Lega Nazionale A:

2004-05, 2006-07: goalie of the Year
2006-07: Most Valuable Player
- Coppa Spengler:

2004, 2005: All-Star Team